# Mesomyia costata
Mesomyia costata är en tvåvingeart som först beskrevs av Friedrich Hermann Loew 1860.  Mesomyia costata ingår i släktet Mesomyia och familjen bromsar.
Artens utbredningsområde är Seychellerna. Inga underarter finns listade i Catalogue of Life.